# Enemistad
La enemistad es la relación contraria a la amistad. Consiste en una aversión, no necesariamente mutua, aunque sí frecuentemente, entre varias personas. Se manifiesta con:
- Agresiones verbales.
- Continuos intentos de intimidación.
- Agresiones físicas.
- Intento de hacer al otro/otros la vida imposible.
- Profundo sentimiento de odio.
- Preocupación o estrés si una de las personas involucradas no tiene por enemiga a la otra (lo padece esta última).

Normalmente se produce en un entorno personal, debido a ciertas diferencias que hayan surgido entre varias personas y que no hayan sido arregladas adecuadamente. No obstante, puede haber enemistad entre ciertos colectivos, causadas por las distintas ideologías u opiniones, y ser consecuencia de la envidia.

## Manifestaciones
Como todo sentimiento humano aguarda una manifestación como se ha relatado la enemistad a menudo puede ser motivado por la envidia también existen agravantes que hacen que no solo sea la envidia la causa si no de algún tipo de decepción rechazo que ha tenido con la persona y esta la define como "imperdonable"  por lo que no solo puede ser esta la causa a menudo puede ocasionarse también por no aceptar a la otra persona por su aspecto y entre otras cosas (ya sea por su condición física sexual o religiosa) haciendo manifiesta su enemistad.